# 불가리아 텔레비전 방송공사

불가리아 텔레비전 방송공사 (불가리아어:Българска национална телевизия, 약칭:БНТ 영어:Bulgarian National Television, 약칭:BNT)는 불가리아의 공영 텔레비전 방송사이다.

## 연혁
- 1959년 : 불가리아 텔레비전 방송공사 출범과 함께 BNT1 개국 (당시 BT).
- 1970년 : 컬러방송 개시
- 1974년 : BNT2 (당시 BT2) 개국 기존 BT 채널은 BT1(현 : BNT1)로 채널 명칭 변경.
- 1992년 : 채널 명칭 변경 : (BT1 → 채널1), (BT2 → 에어2) 약칭 변경 : (BT → BNT).
- 1999년 : 국제향 채널 BNT 월드 개국.
- 2000년 : 방송법 개정에 따라 기존의 에어2 (현 : BNT2)는 bTV와 BNT 로컬로 분사하면서 국내향 1개 채널, 국제향 1개 채널 체재로 전환.
- 2008년 : 채널1에서 BNT1로 채널 명칭변경
- 2011년 : BNT 로컬과 합병하여 BNT2로 전환에 따라 국내향 2개 채널, 국제향 1개 채널 체재로 전환.
- 2014년 : BNT HD가 개국함에 따라 국내향 3개 채널, 국제향 1개 채널 체제가 되었다.

## 채널
- BNT1 : 1959년 개국
- BNT2 : 1974년 개국
- BNT3 : 2014년 개국, 스포츠 중심의 HD 채널. 2018년까지는 BNT HD로 불렸다,
- BNT4 : 1998년 개국. 2018년까지는 BNT 월드로 불렸다.